# Pithecellobium striolatum
Pithecellobium striolatum är en ärtväxtart som beskrevs av Ignatz Urban. Pithecellobium striolatum ingår i släktet Pithecellobium och familjen ärtväxter. Inga underarter finns listade i Catalogue of Life.